# 埃及共產黨
埃及共產黨（阿拉伯语：الحزب الشيوعي المصري），简称埃共，是埃及的一个共产主义政黨，成立於1975年，由許多前埃及共产党 (1958年)成員組成。在埃及總統沙達特和之後穆巴拉克時期政府的鎮壓下，該黨被禁止參與埃及的大選。直到2011年埃及革命才從地下轉為合法的政治活動。儘管許多該黨成員被穆巴拉克囚禁和殺害，埃共仍積極投入革命之後的埃及大選。
2011年5月10日，埃及共產黨和其他4個左翼政黨（革命社会主义者、社會主義人民聯盟黨、埃及社會黨、工人民主党）組成社会主义力量联盟。